# Conversió fotovoltaica

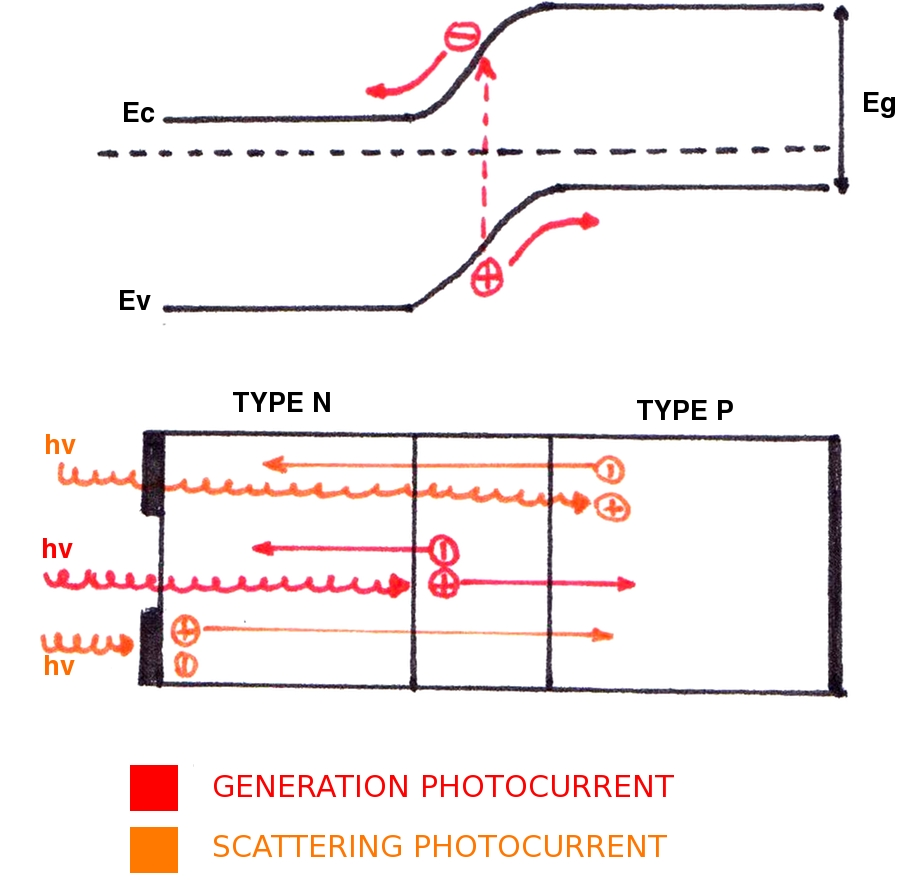
Diagrama de bandes il·lustració de l'efecte fotovoltaic. Els fotons donen la seva energia als electrons a les regions d'esgotament o quasi neutres. Aquests passen de la banda de valència a la banda de conducció. Depenent de la ubicació, els electrons i els forats s'acceleren per la deriva del camp elèctric E _{deriva}, que dona una generació de fotocorrent, o per la dispersió del camp elèctric E _{scatt}, que dona fotocorrent de dispersió.

L'efecte fotovoltaic o conversió fotovoltaica és la generació de voltatge i corrent elèctric en un material en exposició a la llum. És un fenomen físic i químic.
L'efecte fotovoltaic està estretament relacionat amb l'efecte fotoelèctric. Per a tots dos fenòmens, la llum s'absorbeix, provocant l'excitació d'un electró o un altre portador de càrrega a un estat d'energia superior. La distinció principal és que el terme efecte fotoelèctric s'utilitza ara quan l'electró s'expulsa fora del material (generalment al buit) i l'efecte fotovoltaic s'utilitza quan el portador de càrrega excitat encara està contingut dins del material. En qualsevol cas, es produeix un potencial elèctric (o voltatge) mitjançant la separació de càrregues, i la llum ha de tenir una energia suficient per superar la barrera de potencial per a l'excitació. L'essència física de la diferència sol ser que l'emissió fotoelèctrica separa les càrregues per conducció balística i l'emissió fotovoltaica les separa per difusió, però alguns conceptes de dispositius fotovoltaics "portadors calents" difuminen aquesta distinció.

## Història
La primera demostració de l'efecte fotovoltaic, d'Edmond Becquerel el 1839, va utilitzar una cèl·lula electroquímica. Va explicar el seu descobriment a Comptes rendus de l'Académie des sciences, "la producció d'un corrent elèctric quan dues plaques de platí o d'or immerses en una solució àcida, neutra o alcalina queden exposades de manera desigual a la radiació solar".
La primera cèl·lula solar, formada per una capa de seleni coberta amb una fina pel·lícula d'or, va ser experimentada per Charles Fritts el 1884, però tenia una eficiència molt baixa. Tanmateix, la forma més familiar de l'efecte fotovoltaic utilitza dispositius d'estat sòlid, principalment en fotodíodes. Quan la llum solar o una altra llum prou energètica incideix sobre el fotodíode, els electrons presents a la banda de valència absorbeixen energia i, en ser excitats, salten a la banda de conducció i es lliuren. Aquests electrons excitats es difonen i alguns arriben a la unió rectificadora (normalment una unió p–n díode) on són accelerats al material semiconductor de tipus n pel potencial incorporat (potencial de Galvani). Això genera una força electromotriu i un corrent elèctric i, per tant, part de l'energia lluminosa es converteix en energia elèctrica. L'efecte fotovoltaic també es pot produir quan dos fotons s'absorbeixen simultàniament en un procés anomenat efecte fotovoltaic de dos fotons.

## Física
A més de l'excitació fotovoltaica directa dels electrons lliures, també pot sorgir un corrent elèctric a través de l'efecte Seebeck. Quan el material conductor o semiconductor s'escalfa mitjançant l'absorció de radiació electromagnètica, l'escalfament pot provocar un augment dels gradients de temperatura en el material semiconductor o diferencials entre els materials. Aquestes diferències tèrmiques al seu torn poden generar una tensió perquè els nivells d'energia dels electrons es desplacen de manera diferent en diferents àrees, creant una diferència de potencial entre aquestes àrees que al seu torn creen un corrent elèctric. Les contribucions relatives de l'efecte fotovoltaic versus l'efecte Seebeck depenen de moltes característiques dels materials constituents.
Tots els efectes anteriors generen corrent continu, la primera demostració de l'efecte fotovoltaic de corrent altern (AC PV) la van fer el Dr. Haiyang Zou i el Prof. Zhong Lin Wang a l'Institut Tecnològic de Geòrgia el 2017. L'efecte AC PV és la generació de corrent altern (AC) en estats de no equilibri quan la llum brilla periòdicament a la unió o interfície del material. L'efecte AC PV es basa en el model capacitiu que el corrent depèn fortament de la freqüència del picador. Es suggereix que l'efecte AC PV és el resultat del canvi relatiu i la realineació entre els nivells quasi-Fermi dels semiconductors adjacents a la unió/interfície en condicions de no equilibri. Els electrons flueixen al circuit extern d'anada i tornada per equilibrar la diferència de potencial entre dos elèctrodes. La cèl·lula solar orgànica, que els materials no tenen concentració inicial de portador, no té l'efecte AC PV.

## Cèl·lules solars
En la majoria d'aplicacions fotovoltaiques, la radiació és la llum solar i els dispositius s'anomenen cèl·lules solars. En el cas d'una cèl·lula solar d'unió p–n (díode) semiconductora, la il·luminació del material crea un corrent elèctric perquè els electrons excitats i els forats restants són escombrats en diferents direccions pel camp elèctric integrat de la regió d'esgotament.